# ベニタケ目
ベニタケ目は担子菌門真正担子菌綱に属する菌類の一群。従来の分類体系においてベニタケ属・チチタケ属・多孔菌類（サルノコシカケ類）・コウヤクタケ類とされたもの、およびホウキタケ類として扱われてきた菌の一部などを含んでいる。

## 概要
ベニタケ類はハラタケ類から独自の進化を遂げたものと考えられている。このためハラタケ目との関係は直接的ではない。
ベニタケ目はまた、ミヤマトンビマイ属のような多孔菌類やハリタケ類、ソウメンタケ型の菌群やホウキタケ型の菌（フサヒメホウキタケ属など）のほか、柄が退化しただんご状の子実体を形成する菌をも含んでいる。ミミナミハタケ属においては、典型的な子実体は柄を欠いたヒラタケ型の外観を示す。
このグループの担子胞子は、典型的にはアミロイド性（ヨウ素を含む試薬によって、青黒く染まる性質）を示す瘤状～とげ状ないし網目状の紋様を備えているが、ニンギョウタケモドキ属に属する菌群やマツノネクチタケ属などのような例外も知られている。また、子実体の構成要素として、内部にゴム質や油脂などを含んだ「乳管菌糸」と呼ばれる特殊な菌糸を持っていることが多い。
子実体の形態ばかりでなく、生態的にも多種多様で、樹木の細根と結合して一種の共生関係を営む外生菌根菌および木材を腐朽・分解して栄養源とする木材腐朽菌のほか、樹木の枯れ葉や枯れた細枝を分解して資化する「リター分解菌」の範疇に入るものもある。さらに、一部のものは地下生菌としても知られている。
Clavicorona属は時にベニタケ目として扱われてきたが、その基準種であるClavicorona taxophilaは、DNAの塩基配列を用いた分子系統学的解析によれば、ハラタケ目に属するものであることが明らかになった。旧来の定義によるClavicorona属に置かれていた菌群のうち、C. taxophilaとは異質で
ベニタケ目に引き続き残留させられるべき種は、マツカサタケ科のフサヒメホウキタケ属（Artomyces）
に置かれている。

## 参照
1. ↑  Miller, S.L. et al. (2006). “Perspectives in the new Russulales”. Mycologia 98:  960–970. doi:10.3852/mycologia.98.6.960.
2. ↑  Lickey, E.B. et al. (2003). “Phylogenetic and taxonomic studies in Artomyces and Clavicorona (Homobasidiomycetes: Auriscalpiaceae)”. Sydowia 55:  181–254.